# Adelsfanan i Pommern
Adelsfanan i Pommern var ett kavalleriförband i den svenska armén 1690–1715.

## Historia
I Pommern efter 1710 (med 140—170 man). Sedan under H. von Fersen i Stralsunds besättning; fången 1715.

## Förbandschefer
- 1699–: F. Mevius
- –1715: H. von Fersen